# Conseil d'État du canton de Zoug
Pour les autres articles nationaux ou selon les autres juridictions, voir Conseil d'État.
Le Conseil d'État du canton de Zoug (en allemand : Regierungsrat des Kantons Zug) est le gouvernement du canton de Zoug, en Suisse.

## Description
Le Conseil d'État est une autorité collégiale, composée de sept membres. Il est dirigé par le président du gouvernement (Landammann), en son absence par le vice-président (Statthalter).
Chaque conseiller d'État est à la tête d'un département (en allemand : Direktion). Les départements portent les noms suivants :
- Direction de l'intérieur (Direktion des Innern)
- Direction de la formation et de la culture (Bildungs- und Kulturdirektion)
- Direction de l'économie (Volkswirtschaftsdirektion)
- Direction des constructions (Baudirektion)
- Direction de la sécurité (Sicherheitsdirektion).
- Direction de la santé (Gesundheitsdirektion)
- Direction des finances (Finanzdirektion).

## Élection
Les membres du Conseil d'État sont élus au scrutin majoritaire à deux tours pour une période de quatre ans. Avant 2014, ils étaient élus au scrutin proportionnel. Ils entrent en fonction le 1er janvier suivant les élections.
Le landamann et le statthalter sont élus par le Conseil cantonal pour deux ans.

## Composition

### 2023-2026
Élection : 2 octobre 2022
- Laura Dittli (Le Centre), Direction de la sécurité[9]
- Silvia Gut-Thalmann (Le Centre), Direction de l'économie
- Andreas Hostettler (PLR), Direction de l'intérieur
- Martin Pfister (Le Centre), Direction de la santé. Remplacé par Andreas Hausheer (Le Centre) en 2025[10].
- Stephan Schleiss (UDC), Direction de la formation et de la culture
- Heinz Tännler (UDC), Direction des finances
- Florian Weber (PLR), Direction des constructions

### 2019-2022
Élection : 7 octobre 2018
- Silvia Gut-Thalmann (Le Centre), Direction de l'économie
- Andreas Hostettler (PLR), Direction de l'intérieur
- Martin Pfister (Le Centre), Direction de la santé. Président en 2021 et 2022[12]
- Stephan Schleiss (UDC), Direction de la formation et de la culture. Président en 2019 et 2020[13]
- Heinz Tännler (UDC), Direction des finances
- Beat Villiger (Le Centre), Direction de la sécurité
- Florian Weber (PLR), Direction des constructions

### 2015-2018
Élection : 5 octobre 2014
Élection complémentaire : 17 janvier 2016
- Urs Hürlimann (PLR)
- Matthias Michel (PLR)
- Peter Hegglin (PDC), remplacé par Martin Pfister (PDC) en 2016
- Stephan Schleiss (UDC)
- Heinz Tännler (UDC), Direction des finances. Président en 2015 et 2016[15]
- Beat Villiger (PDC)
- Manuela Weichelt-Picard (Alternative verte zougoise [ALG]), Direction de l'intérieur. Présidente en 2017 et 2018[16]

### 2011-2014
Élection : 3 octobre 2010
- Joachim Eder (PLR)
- Peter Hegglin (PDC)
- Matthias Michel (PLR)
- Stephan Schleiss (UDC)
- Heinz Tännler (UDC)
- Beat Villiger (PDC)
- Manuela Weichelt-Picard, (ALG), Direction de l'intérieur